# Розеточные деревья

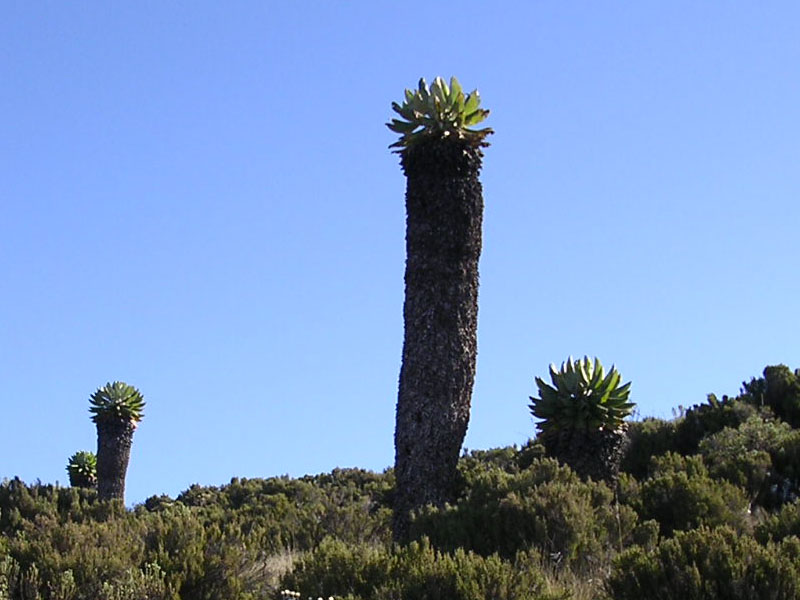
Крестовник килиманджарский (Senecio kilimanjari) — розеточные деревья, растущие на горе Килиманджаро.

Розе́точные дере́вья — особая форма древесных растений. Ствол этих растений не ветвится или ветвится слабо и несёт на своей верхушке крону листьев, похожую на розетку или пучок.
К розеточным деревьям можно отнести почти все виды из отдела Саговниковидные (Cycadophyta), а из цветковых растений — большинство видов из семейства Пальмы (Arecaceae).
Форму розеточных деревьев имеют также представители семейства Астровые (Asteraceae):
- Растения из рода Эспелеция (Espeletia) (встречаются в Андах);
- Крестовник килиманджарский, или Дендросенецио килиманджарский (Senecio kilimanjari, или Dendrosenecio kilimanjari) — растёт на горе Килиманджаро, достигает 10 м в высоту;
- Семь видов из рода Робинсония (Robinsonia), включая вид Robinsonia berteroi, который ранее выделялся в отдельный род Ретинодендрон (Rhetinodendron), — эндемики островов Хуан-Фернандес (Чили).

Розеточные деревья из Новой Каледонии — представители рода Гиббертия (Hibbertia) из семейства Диллениевые (Dilleniaceae).